# North Hertfordshire
North Hertfordshire este un district ne-metropolitan situat în Regatul Unit, în comitatul Hertfordshire din regiunea East, Anglia.

## Orașe din cadrul districtului
- Baldock
- Hitchin
- Letchworth
- Royston

## Vedeți și
- Listă de orașe din Regatul Unit